# Portorož
Portorož (Portorose en italià, literalment "Port de Roses") és una ciutat costanera d'Eslovènia i una de les àrees turístiques més importants del país. Pertany al municipi de Piran i amb 3000 habitants, Portorož té una marina, casino, i diverses instal·lacions esportives. També hi ha un petit aeroport internacional prop de Sečovlje.

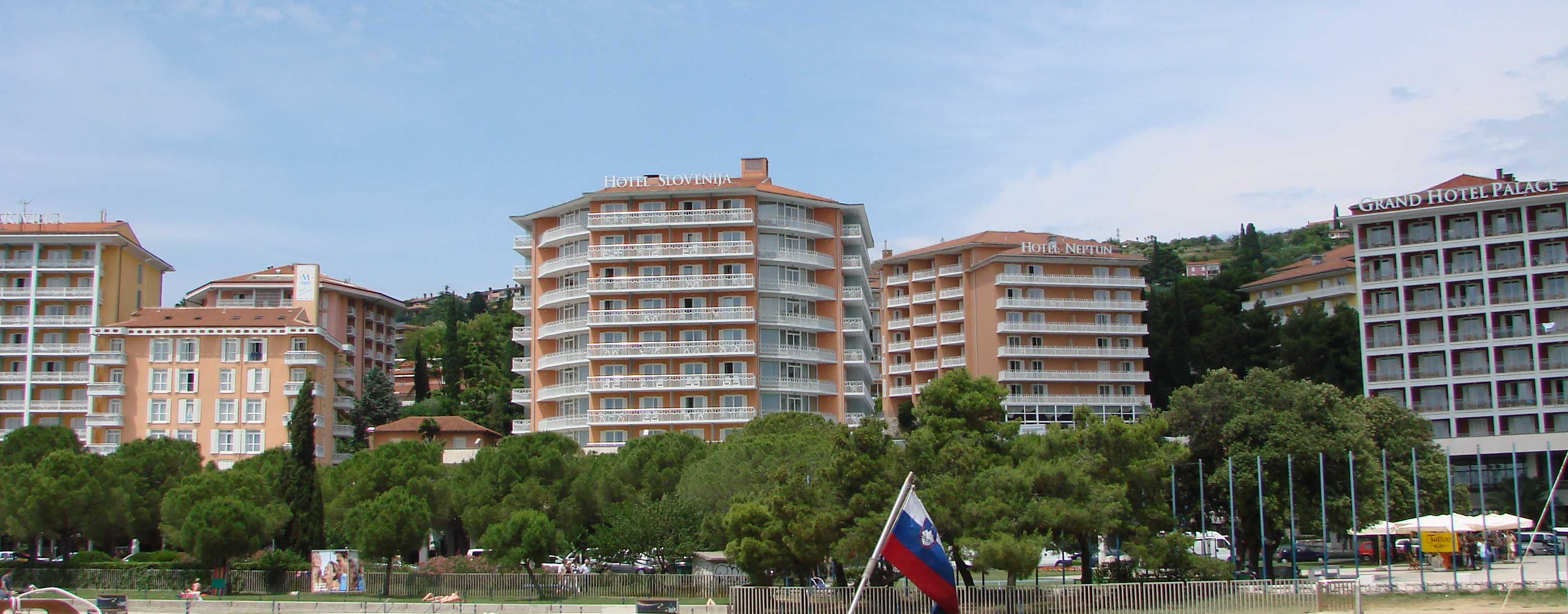
Life Class hotels & spa Portorož

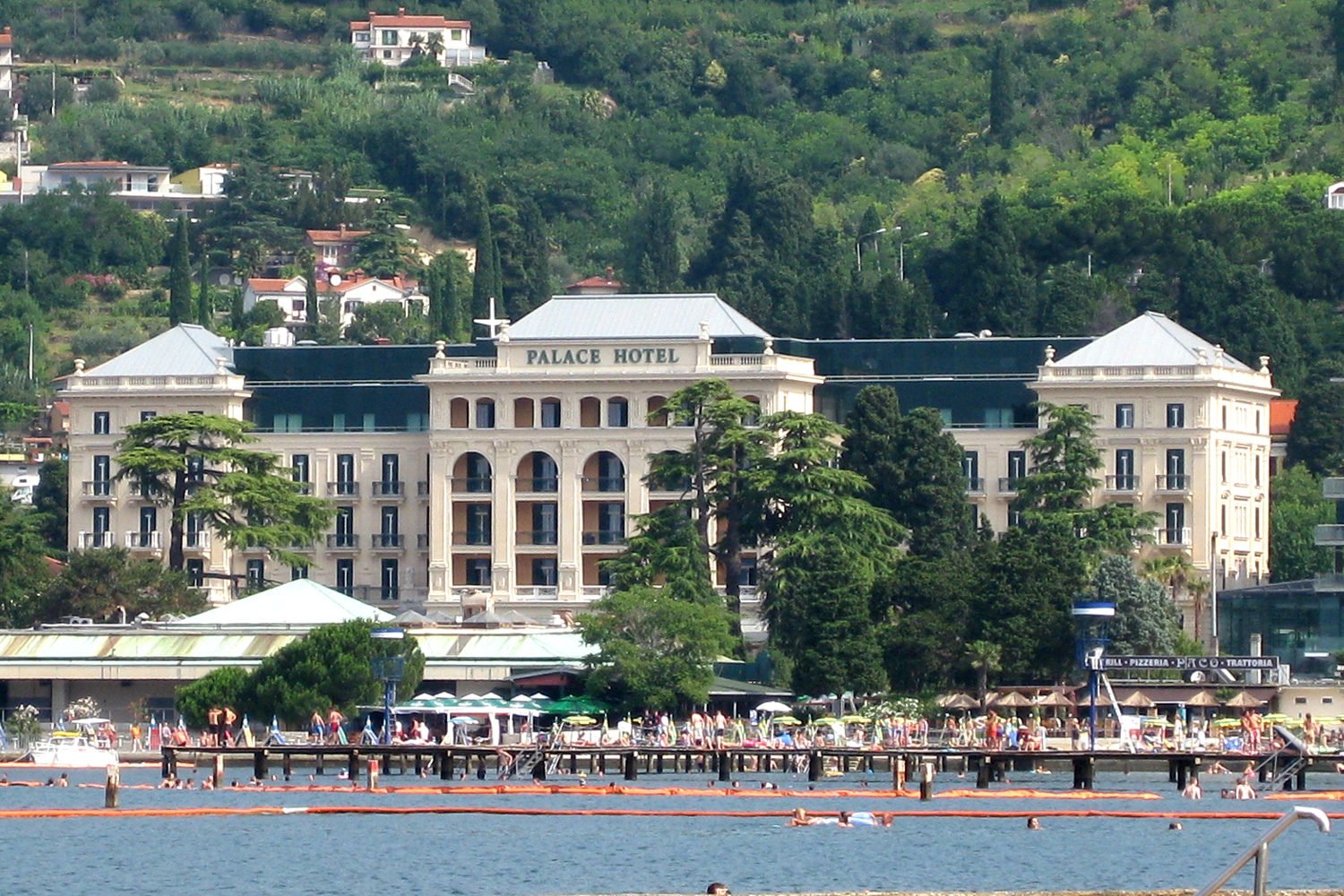
Kempinski Palace hotel